# René Herms

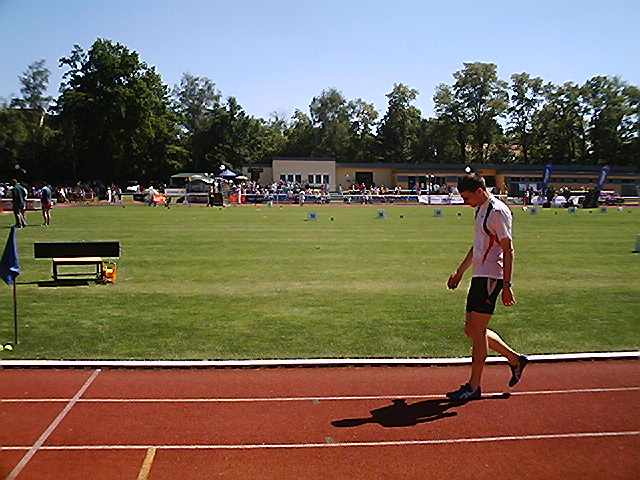
René Herms in der Vorbereitung seines Starts über 400 Meter bei den Sächsischen Landesmeisterschaften 2006 in Borna

René Herms (* 17. Juli 1982 in Dohna; † 9. Januar 2009 in Lohmen) war ein deutscher Leichtathlet und Olympiateilnehmer. In den Jahren 2003 bis 2006 war er der beste deutsche 800-Meter-Läufer.

## Leben
Herms besuchte das Johann-Gottfried-Herder-Gymnasium in Pirna.
Herms begann mit dem Handball, ehe er 1997 zur Leichtathletik wechselte. Von Beginn an nahm ihn Klaus Müller beim LSV Pirna unter seine Fittiche. Erst war Herms Sprinter, dann 400-Meter-Läufer. 2001 wechselte er auf die 800-Meter-Distanz. Fortan trainierte er mit Wolfram Müller. Er wurde auf Anhieb Deutscher Meister und Jugendeuropameister. 2002 wechselte er dann zur LG Asics Pirna, die aus dem LSV Pirna hervorging. Ab dem 1. Januar 2007 startete Herms für die LG Braunschweig. 
Im Oktober 2004 heiratete Herms die Physiotherapeutin Stefanie Lorenz. Er wurde am 10. Januar 2009 in seiner Wohnung tot aufgefunden. In der Obduktion wurde ein plötzlicher Herztod infolge einer virusbedingten Herzmuskelentzündung als Todesursache festgestellt. Die Beisetzung der Urne fand am 26. Januar 2009 in Pirna statt.

## Erfolge
- 1999: 2. Deutsche Jugendmeisterschaften (Männliche Jugend A – 300 m)
- 2000: 2. Juniorenweltmeisterschaften (4 × 400 m)
- 2001: Deutscher Jugendhallenmeister (800 m), Deutscher Jugendmeister (Männliche Jugend A – 800 m), Deutscher Juniorenmeister (800 m), Deutsche Meister (800 m), Junioreneuropameister (800 m)
- 2002: Deutscher Hallenmeister (800 m), Deutscher Meister (800 m), 7. Europameisterschaften (800 m)
- 2003: Deutscher Hallenmeister (800 m), Deutscher Meister (800 m), Europacup-Sieger (800 m), U23-Europameister (800 m), 12. Weltmeisterschaften (800 m)
- 2004: Deutscher Hallenmeister (800 m), 2. Indoor-Europacup (800 m), Deutscher Staffelmeister (3 × 1000 m), Deutscher Meister (800 m), 2. Europacup (800 m), Teilnahme Olympische Spiele (800 m – im Halbfinale ausgeschieden)
- 2005: Deutscher Hallenmeister (800 m), Deutscher Meister (800 m), Teilnahme Weltmeisterschaften (800 m – im Halbfinale ausgeschieden)
- 2006: Deutscher Hallenmeister (800 m), Deutscher Meister (800 m), Teilnahme Europameisterschaften (800 m – im Vorlauf ausgeschieden)
- 2007: Deutscher Hallenmeister (800 m), 2. Platz Deutsche Meisterschaften (800 m)
- 2008: 2. Platz Deutsche Meisterschaften (800 m)

## Persönliche Bestleistungen
- 200 Meter: 21,50 s, 2003
- 400 Meter: 47,51 s, 16. Juni 2002 in Mannheim, Deutschland
- 800 Meter: 1:44,14 min, 8. August 2004 in München, Deutschland
- 1000 Meter: 2:19,43 min, 1. September 2004 in Sondershausen, Deutschland
- 1000 Meter (im Rahmen der 3-mal-1000-Meter-Staffel): 2:18,96 min, 2004
- 1500 Meter: 3:51,25 min, 10. September 2004 in Königs Wusterhausen, Deutschland
- 10-km-Straßenlauf: 31:18 min, 19. März 2005, Citylauf Dresden[3]